# 青春新書
青春新書（せいしゅんしんしょ）は、株式会社青春出版社発行の新書レーベル。

## 沿革と概要
1950年代より刊行が開始される。モットーは「すべての人に学ぶ機会を、知る喜びを」。森一郎『試験にでる英単語』に代表される「試験にでる」シリーズや、武藤たけ雄『英単語連想記憶術』に代表される連想記憶術シリーズの他、曽野綾子『誰のために愛するか』など数々のベストセラー、ロングセラーを生み出した。
派生レーベルとして、青春新書プレイブックスと青春新書インテリジェンスがある。

### 青春新書プレイブックス
1963年4月15日、青春新書からの派生レーベルとして、青春新書プレイブックス（青春新書PLAY BOOKS）が創刊される。
キャッチフレーズは、「人生を自由自在に活動（プレイ）する」。読んですぐに血となり、肉となる知識や知恵を届けることをモットーとし、時代のニーズを常にキャッチしながら、既成の概念にとらわれない、ユニークな切り口で新しい情報や考え方を発信している。
ベストセラーに、植西聰『「折れない心」をつくるたった1つの習慣』などがある。

### 青春新書インテリジェンス
2001年11月15日、青春新書プレイブックスからの派生レーベルとして、青春新書インテリジェンス（青春新書INTELLIGENCE）が創刊される。
キャッチフレーズは、「こころ涌き立つ『知』の冒険」。時代の最先端の話題はもちろん、多様に変化する関心や生活スタイルを敏感に感じ取って、読者がその世界に関する知的好奇心を満たせる教養新書を目標としている。その分野の第一線で活躍する専門家が執筆や監修に当たっているが、あくまでも読者目線で、誰もがすんなりと読み進められ、その世界を深く楽しむことができるようにつくられている。
ベストセラーに、佐藤優『人に強くなる極意』などがある。